# Utcas
Utcas es un caserío peruano ubicado en el distrito de Cajatambo, perteneciente a la provincia homónima del departamento de Lima, al centro oeste del Perú. 

## Ubicación
Utcas se ubica al norte de la provincia de Cajatambo, en el distrito de Cajatambo, en el departamento de Lima.

## Demografía
En 2017 Utcas tenía una población de 351 habitantes.
| Gráfica de evolución demográfica de Utcas entre 1993 y 2017 |
|                                                             |
| Fuentes: Población 1993 y 2017                              |